# After (Elgar)
After è una canzone scritta dal compositore inglese Edward Elgar nel 1895, Op. 31, n. 1, con le parole di una poesia di Philip Bourke Marston.
Il manoscritto è datato 21 giugno 1895.
La canzone fu eseguita per la prima volta dal baritono irlandese Harry Plunket Greene nella St. James's Hall il 2 marzo 1900, insieme a A Song of Flight, Op. 31, n. 2.

## Versi
A little time to sing,
A little time to kiss and cling,
And no more kissing after.
A little while for scheming

Love's unperfected schemes;
A little time for golden dreams,
Then no more any dreaming.
A little while 'twas given

To me to have thy love;
Now, like a ghost, alone I move
About a ruined heaven.
A little time for speaking

Things sweet to say and hear;
A time to seek, and find thee near,
Then no more any seeking.
A little time for saying

Words the heart breaks to say;
A short, sharp time wherein to pray,
Then no more need for praying;
But long, long years to weep in,

And comprehend the whole
Great grief, that desolates the soul,
And eternity to sleep in.»
Un po' di tempo per cantare
Un po' di tempo per baciarsi e aggrapparsi,
E non più baci dopo.
Un po' per complottare

Schemi non perfetti d'amore;
Un po' di tempo per sogni d'oro,
Quindi non più sognare.
Un po' è stato dato

A me avendo il tuo amore;
Ora, come un fantasma, mi muovo da solo
Intorno a un paradiso in rovina.
Un po' di tempo per parlare

Cose dolci da dire e da ascoltare;
Un tempo per cercare e trovarti vicino,
Quindi non più alcuna ricerca.
Un po' di tempo per dire

Parole che il cuore si spezza nel dire;
Un breve, preciso momento in cui pregare,
Quindi non c'è più bisogno di pregare;
Ma lunghi, lunghi anni in cui piangere,

E comprendere l'intero
Grande dolore, che desola l'anima,
E l'eternità in cui dormire.»

## Incisioni
- Songs and Piano Music by Edward Elgar has "After" performed by Amanda Pitt (soprano), with David Owen Norris (piano).